# الاتحاد الإسرائيلي العالمي

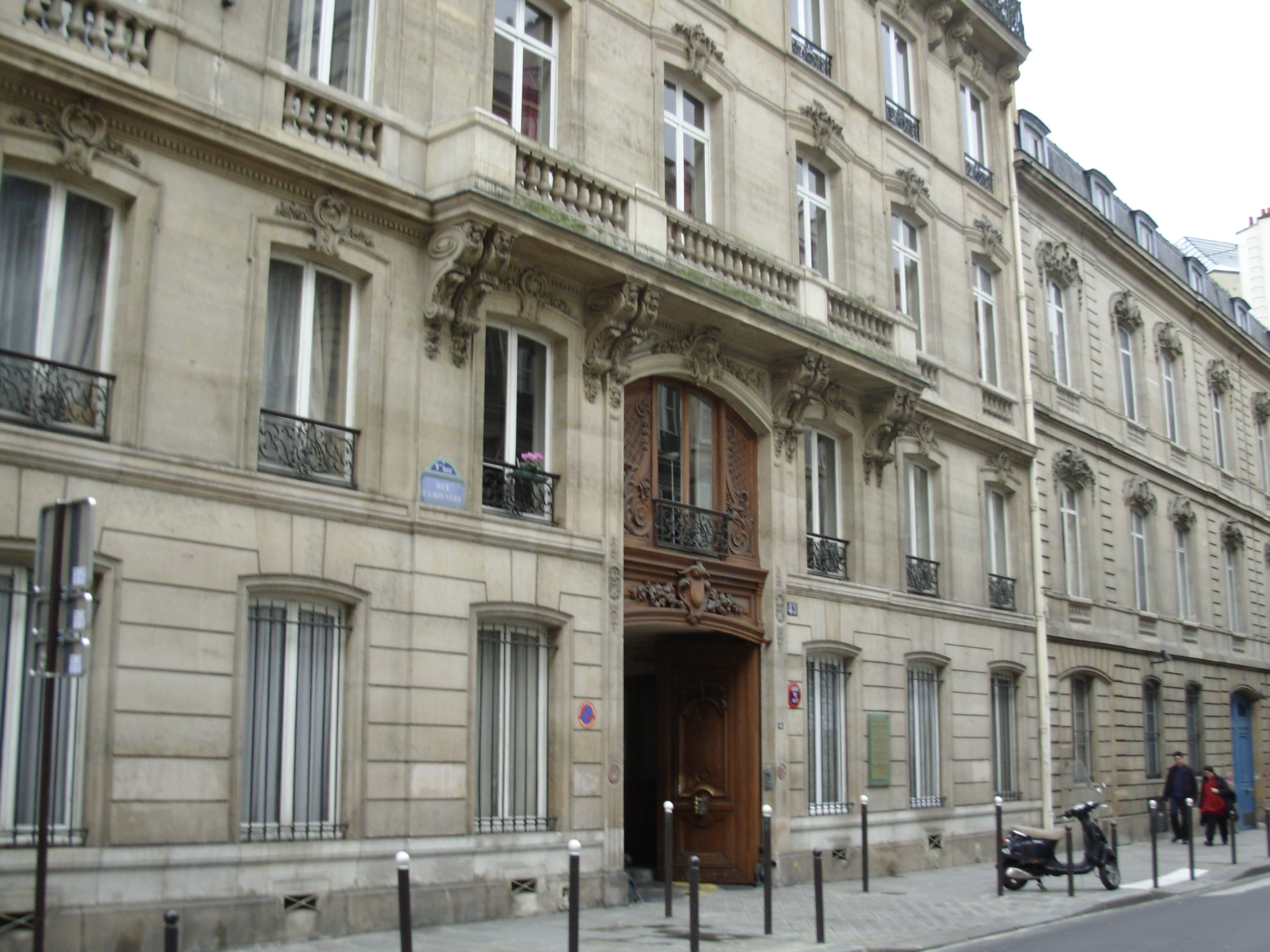
مدخل مقر المؤسسة لتاريخ يهود تونس والاتحاد الإسرائيلي العالمي في باريس.

الاتحاد الإسرائيلي العالمي (بالفرنسية: Alliance israélite universelle؛ بالعبرية: כל ישראל חברים) هو منظمة يهودية دولية مقرها في باريس. أنشئ عام 1860 لحماية حقوق إنسان لليهود حول العالم. تدعم المنظمة مبادئ دفاع اليهود عن النفس واكتفائهم الذاتي خلال التعليم والتطوير المهني. يشتهر الاتحاد الإسرائيلي العالمي بتأسيس عدة مدارس الإليانس باللغة الفرنسية للأطفال اليهود حول حوض البحر المتوسط في القرنين التاسع عشر والعشرين ومنها في البلقان ومصر وسوريا والعراق ومدن القدس وحيفا وطبريا في فلسطين.

في سنة 1870 استأجرت من السلطات العثمانية 2.600 دونم تابعة لقرية يازور وأسست مدرسة “مكفيه يسرائيل” الزراعية.
شعار المنظمة هو الأمر الزجري الحاخامي: «كل اليهود مسؤولون بعضهم على البعض» (כל ישראל ערבים זה לזה).
هدف الاتحاد العمل على تقديم المساعدة لليهود في كل مكان. جانبا لذلك، يدعم الاتحاد القومية اليهودية والصهيونية، أي استيطان اليهود في أرض فلسطين، التي نادى بها تسفي هيرش كاليشر. مسبقا